# Championnat d'Autriche féminin de football 1986-1987
Navigation
Édition précédente Édition suivante
La saison 1986-1987 du Championnat d'Autriche féminin de football (Österreichische Fußball-Frauenmeisterschaft) est la dix-huitième saison du championnat.
C'est la cinquième saison organisée par la fédération autrichienne de football. Auparavant, depuis 1972 le championnat était organisé par la ligue de football de Vienne.
Comme il n'y a pas eu de promotion ni de relégation, ce sont les mêmes équipes qui disputent le championnat, le DSC Austria Brunn se renomme SC Brunn am Gebirge (de).

## Organisation
La compétition se déroule en mode championnat, chaque équipe joue deux fois contre chaque équipe adverse participante, une fois à domicile et une fois à l'extérieur.

## Compétition
Une victoire = 2 points, un match nul = 1 point.

### Classement
| Rang | Équipe                   | Pts | J  | G  | N | P  | Bp | Bc  | Diff |
| ---- | ------------------------ | --- | -- | -- | - | -- | -- | --- | ---- |
| 1    | 1. DFC Leoben            | 24  | 14 | 10 | 4 | 0  | 44 | 10  | +34  |
| 2    | Union Kleinmünchen       | 20  | 14 | 9  | 2 | 3  | 44 | 12  | +32  |
| 3    | DFC Ostbahn XI           | 20  | 14 | 7  | 6 | 1  | 47 | 15  | +32  |
| 4    | USC Landhaus C           | 17  | 14 | 8  | 1 | 5  | 30 | 15  | +15  |
| 5    | SC Brunn am Gebirge (de) | 13  | 14 | 4  | 5 | 5  | 29 | 20  | +9   |
| 6    | Wiener Berufsschulen CA  | 12  | 14 | 5  | 2 | 7  | 33 | 29  | +4   |
| 7    | LUV Graz Damen           | 6   | 14 | 3  | 0 | 11 | 24 | 52  | -28  |
| 8    | ESV Stadlau/Kaisermühlen | 0   | 14 | 0  | 0 | 14 | 10 | 108 | -98  |

| Légende : Qualifications et relégations | Légende : Qualifications et relégations                            |
| --------------------------------------- | ------------------------------------------------------------------ |
|                                         | Champion d'Autriche                                                |
|                                         | Relégué en deuxième division                                       |
|                                         | T : Tenant du titre P : Promu C : Vainqueur de la Coupe d'Autriche |